# 2.º Grupo Panzer
El 2º Grupo Panzer (en alemán Panzergruppe 2), se formó a partir del XIX Cuerpo de Ejército el 1 de junio de 1940, el 16 de noviembre de 1940 se crea y se hace renombrar Panzergruppe 2, partir del Panzergruppe Guderian, que fue llamado así en honor a su comandante general Heinz Guderian cuando el 5 de octubre de 1941, cuando pasó a llamarse el 2º Ejército Panzer, era conocido como Armeegruppe Guderian partir del 28 de julio de 1941 al 3 de agosto de 1941. El 2º Grupo Panzer desempeñó un papel importante en las primeras etapas de la invasión alemana de la Unión Soviética, durante la Operación Barbarroja en 1941.

## Comandantes
- Generaloberst Heinz Guderian (16 de noviembre de 1940 - 5 de octubre de 1941).

### Jefe Personal
- Oberstleutnant Kurt Freiherr von Liebenstein (16 de noviembre de 1940 - 5 de octubre de 1941)

### Jefe de Operaciones
- Oberstleutnant Fritz Bayerlein (16 de noviembre de 1940 - 29 de agosto de 1941)
- Mayor Werner Wolff (29 de agosto de 1941 - 5 de octubre de 1941)

## Zona de operaciones
- Francia (noviembre de 1940 - junio de 1941)
- Frente Oriental con el Grupo de Ejércitos Centro (junio de 1941 - octubre de 1941).

## Orden de batalla

### 22 de junio de 1941
- HQ
  - XXIV Cuerpo Panzer
    - 3.ª División Panzer
    - 4.ª División Panzer
    - 10.ª División de Infantería
    - 1.ª División de Caballería

  - XLVI Cuerpo Panzer
    - 10.ª División Panzer
    - División de Infantería SS Das Reich Motorizada
    - Regimiento de Infantería de Gross-Deutschland

  - XLVII Cuerpo Panzer
    - 17.ª División Panzer
    - 18.ª División Panzer
    - 29.ª División de Infantería Motorizada
    - Regimiento de aviones de Hermann Göring

### 27 de julio de 1941
- HQ
  - VII Cuerpo de Ejército
    - 7.ª División de Infantería
    - 23.ª División de Infantería
    - 78.ª División de Infantería
    - 197.ª División de Infantería

  - XX Cuerpo de Ejército
    - 15.ª División de Infantería
    - 268.ª División de Infantería

  - IX Cuerpo de Ejército
    - 263.ª División de Infantería
    - 292.ª División de Infantería
    - 137.ª División de Infantería

  - XLVI Cuerpo Panzer
    - 10.ª División Panzer
    - División SS Das Reich Motorizada
    - Regimiento de Infantería de Gross-Deutschland

  - XXIV Cuerpo Panzer
    - 4.ª División Panzer
    - 3.ª División Panzer
    - 10.ª División de Infantería Motorizada

  - XLVII Cuerpo Panzer
    - 18.ª División Panzer
    - 17.ª División Panzer
    - 29.ª División de Infantería Motorizada

### 30 de septiembre de 1941
- HQ
  - XLVIII Cuerpo Panzer
    - 9.ª División Panzer
    - 16.ª División de Infantería Motorizada
    - 25.ª División de Infantería Motorizada

  - XXIV Cuerpo Panzer
    - 3.ª División Panzer
    - 4.ª División Panzer
    - 10.ª División de Infantería Motorizada

  - XLVII Cuerpo Panzer
    - 17.ª División Panzer
    - 18.ª División Panzer
    - 20.ª División de Infantería Motorizada

  - XXXIV Cuerpo de Ejército
    - 45.ª División de Infantería
    - 135.ª División de Infantería

  - XXXV Cuerpo de Ejército
    - 296.ª División de Infantería
    - 95.ª División de Infantería
    - 1.ª División de Caballería